# Kulenovići
Kulenovići, bosanska hrvatska aristokratska obitelj, podrijetlom iz Hrvatske. Korijeni vuku još od 12. stoljeća. Prema predaji, nakon Pacta Convente Kulenovići nisu htjeli prihvatiti ugarskog kralja te su odselili u Bosnu. Prema predaji ova je obitelji dala Kulin-bana te se po njemu prozvala Kulenovići. Obitelj je uvijek isticala svoje hrvatstvo. Dala je mnoge ugledne pripadnike, paše, diplomate, vojskovođe i dr. Poznati pripadnici su Ibrahim-paša Kulenović, političari i pravnici braća Osman i Džafer Kulenović, novinar Muharem, književnik Skender, kolekcionar umjetnina Rizah ("bosanski Mimara"), sadrazam (veliki vezir) sultana Selima II. Tahvil-paša Kulenović Hrvat.